# Nycomed
Die Nycomed Group war ein Luxemburger Pharmaunternehmen. Seit 2007 war das deutsche Pharmaunternehmen Altana Pharma AG, das Nycomed von der Altana AG gekauft hatte, Teil des Konzerns. Im Zuge der Übernahme wurde der operative Hauptsitz nach Opfikon in die Schweiz verlegt. 2011 wurde das Unternehmen für 9,6 Mrd. Euro von Takeda übernommen.

## Geschichte
Das Unternehmen wurde 1874 als Nyegaard & Co. in Norwegen gegründet, um importierte Arzneistoffe weiterzuverkaufen. Erst ab 1913 produzierte Nyegaard & Co. eigene pharmazeutische Produkte und war erfolgreich im Bereich der Röntgenkontrastmittel.
Ab 1985 kam es zu mehreren Eigentümerwechseln, Zusammenschlüssen und Firmenentflechtungen. Zunächst wurde Nyegaard & Co. vom Energiekonzern Hafslund AS übernommen und am 1. Januar 1986 in Nycomed AS umbenannt. In der Folgezeit änderte der Hafslund-Konzern seinen Namen in Hafslund Nycomed AS. Vier Jahre später wurde Nycomed AS in die zwei Unternehmen Nycomed Pharma AS und Nycomed AS, die für den Vertrieb der Kontrastmittel zuständig war, aufgeteilt.
Schließlich wurde das Nachfolgeunternehmen Nycomed ASA im Jahr 1997 mit Amersham International zusammengeschlossen, da sich Hafslund ASA zukünftig ganz auf die Energieerzeugung konzentrierte. Zwei Jahre später gliederte Nycomed Amersham die Pharmaaktivitäten in die neue Firma Nycomed Pharma Holding AS aus, die 2001 komplett vom Finanzinvestor Nordic Capital übernommen wurde. Im Zuge des Weiterverkaufs des Unternehmens an andere Finanzinvestoren wurde die Nyco Holdings ApS gegründet. Inzwischen war Roskilde der Hauptsitz des Konzerns geworden.
Im Jahresbericht 2005 wird beschrieben, dass die Nycomed A/S als Muttergesellschaft sämtliche Anteile an der Nyco Holdings ApS, der vorherigen Muttergesellschaft, übernommen hat. Ende November 2006 wurde die in Luxemburg registrierte Nycomed S.C.A. SICAR als neue Konzernmutter der Nycomed Group gegründet.
Im Dezember 2006 erwarb Nycomed die Pharmasparte des damals DAX-gelisteten Konzerns Altana für etwa 4,6 Mrd. Euro. Die Akquisition wurde zum Großteil mit Fremdkapital finanziert. Im Zuge dieses Zusammenschlusses wurden in der Konstanzer Konzernzentrale der ehemaligen Altana Pharma AG rund 800 Arbeitsplätze abgebaut und die Forschungsaktivitäten nahezu eingestellt, da sich Nycomed zunehmend auf späte Entwicklungsprojekte konzentrieren wollte und sein Geschäftsmodell auf Einlizenzierungen von Pharmaprodukten umstellte.
Am 21. Februar 2008 erwarb die Tochtergesellschaft Nycomed US Inc. die Firma Bradley Pharmaceuticals, einen Hersteller von Dermatologie-Produkten. Im September 2009 lieferte sich Nycomed einen Bieterwettstreit mit Abbott Laboratories aus den USA um die Pharmasparte des belgischen Chemie- und Pharmakonzerns Solvay. Nycomed’s Angebot von 4 bis 4,5 Mrd. Euro wurde letztendlich von Abbott übertroffen.
2011 wurde das Unternehmen für 9,6 Mrd. Euro von Takeda übernommen.

## Geschäftszahlen
Der Gesamtumsatz der Unternehmensgruppe belief sich im Jahr 2008 auf insgesamt 3,3 Mrd. Euro. Davon entfielen 737 Mio. Euro auf Auftragsherstellungen und 337 Mio. Euro auf Lizenzgebühren von US-amerikanischen Partnerfirmen.

## Produkte
Nycomed verkaufte und entwickelte Produkte für die Bereiche Gastroenterologie, Atemwegserkrankungen, Kardiologie, Osteoporose und Schmerz. Die Firma setzte zum größten Teil auf die Einlizenzierung von fertigen Medikamenten und den Zukauf von potentiellen Wirkstoffen, die in der Firma weiterentwickelt und schließlich zur Zulassung gebracht werden sollen.
Hauptumsatzträger war der Wirkstoff Pantoprazol, der unter anderem unter den Namen Pantozol, Pantoloc, Controloc, Zurcale, Rifun und Protonix verkauft wird. Es handelt sich bei Pantoprazol um einen Wirkstoff aus dem Bereich der Protonenpumpenhemmer, die in der Gastroenterologie zum Einsatz kommen.
Pantoprazol war das umsatzstärkste Produkt. Infolge des ablaufenden Patentschutzes im Jahr 2009 sind für die Zukunft sinkende Umsätzen zu erwarten. Mit 112 Mio. Euro Umsatz ist das Calciumpräparat CalciChew das Produkt mit den zweithöchsten Umsätzen. Im Bereich Atemwegserkrankungen ist das Produkt Alvesco mit 48 Mio. Euro Umsatz das erfolgreichste Produkt. Im Jahr 2007 bescheinigte die Altana Pharma AG Alvesco noch das Potential zum Blockbuster mit über einer Milliarde Euro Umsatz. Alvesco konnte diese Umsätze aber bis heute nicht annähernd erzielen. Die Kooperation mit Sanofi-Aventis wurde 2007 beendet. Im Januar 2008 erwarb das US-amerikanische Pharmaunternehmen Sepracor die Vermarktungsrechte am Wirkstoff Ciclesonid (dazu gehört neben Alvesco auch das Nasenspray Omnaris) für eine Abschlagszahlung von 150 Mio. Euro und zukünftige Lizenzgebühren.
Hoffnungsträger von Nycomed war der – inzwischen zugelassene – Wirkstoff Roflumilast, der das Atemwegsportfolio erweitern sollte. Nach Rückschlägen in der Entwicklung wurde die gemeinsame Entwicklungspartnerschaft mit Pfizer 2005 aufgelöst. Die damalige Altana Pharma AG zog einen Zulassungsantrag in der EU im Jahr 2005 wieder zurück.
Aufgrund von neuen positiven Studienergebnissen wurde im Mai 2009 ein weiterer Zulassungsantrag gestellt. Die Vermarktungsrechte für Daxas wurden im August 2009 an das US Pharmaunternehmen Forest Laboratories verkauft. Im Gegenzug erhielt Nycomed eine Anfangszahlung von 100 Mio. US-Dollar und hat die Aussicht auf Meilensteinzahlungen und Lizenzgebühren aus dem zukünftigen Verkauf.
Als weitere Produkte sind Ebrantil, Tachosil, Calcichew, Vita-Buerlecithin, Amol, Riopan und Xefo zu nennen. Zu den bekanntesten Produkten zählen unter anderen Sanostol, Faktu und Calcimagon.

## Kritik
Nycomed stand in der Kritik, über zahlreiche Anwendungsbeobachtungen der Ärzteschaft einen Anreiz zu bieten, seinen Hauptumsatzträger Pantoprazol zu Ungunsten der Krankenversicherung zu verschreiben. Das IQWiG bescheinigt für das deutsche Gesundheitswesen Einsparpotentiale von 105 Millionen Euro, wenn statt des teuren Pantoprazols vermehrt günstigere Generika mit dem Wirkstoff Omeprazol verschrieben würden.
Der Wirkstoff Pantoprazol ist ein Analogpräparat, dessen therapeutischer Mehrwert gegenüber dem billigeren, patentfreien Wirkstoff Omeprazol umstritten ist. Der Gemeinsame Bundesausschuss (G-BA) ordnete deshalb das patentgeschützte Pantoprazol in die Festbetragsgruppe der Protonenpumpenhemmer ein.
In den Umfragen des Verbandes angestellter Akademiker und leitender Angestellter der chemischen Industrie (VAA) erhielt die deutsche Niederlassung der Firma Nycomed die Durchschnittsnote 3,52 in Bezug auf Unternehmensstrategie, -kultur und Arbeitsbedingungen. Damit rangierte Nycomed auf den hinteren Plätzen der Rangliste.